# 四氯化鎝
四氯化鎝（化學式：TcCl4），為唯一稳定的鎝的氯化物。它是红色晶体，可以很容易地在氮气或氯气中于300°C左右以升华法提纯。
它在1957年被发现，1965年得到结构表征。

## 製取与结构
由金属锝与氯气直接氯化或由七氧化二锝与四氯化碳在封闭管中约400°C时相互作用製取。
其结构中不含金属－金属键，每个Tc原子与6个Cl配位，以扭曲的TcCl6八面体相互联结成多聚链。相邻两个八面体单元的Tc原子共用两个邻位的Cl原子。

## 反应
四氯化锝在450 ℃下分解，生成α-TcCl3和TcCl2。